# ティアルノ・ディ・ソプラ
ティアルノ・ディ・ソプラ（イタリア語: Tiarno di Sopra）は、イタリア共和国トレンティーノ＝アルト・アディジェ州トレント県レードロに属する分離集落（フラツィオーネ）。
かつては独立した自治体（コムーネ）であったが、2010年1月1日、ヴァッレ・ディ・レードロにある他の5つのコムーネ(コンチェーイ、ティアルノ・ディ・ソット、ピエーヴェ・ディ・レードロ、ベッツェッカ、モリーナ・ディ・レードロ)と合併し、新自治体の一部となった。

## 地理

### 位置・広がり
レードロの西部に位置する。
独立したコムーネの時期には 38.77km2 の面積があり、中心地区の標高は704m、最低地点は744m、最高地点は1976mであった。

#### 旧隣接コムーネ
ティアルノ・ディ・ソットがコムーネであった当時の隣接コムーネは以下の通り。*は、ともにレードロに統合されたコムーネ。BSはブレシア県所属を示す。
- ベッツェッカ - 東 *
- ティアルノ・ディ・ソット - 東 *
- モリーナ・ディ・レードロ - 東 *
- トレモージネ (BS) - 南
- マガーザ (BS) - 南西
- ボンドーネ - 南西
- ストーロ - 南西
- コンディーノ - 西
- チーメゴ - 北西

## 社会

### 人口

#### 人口推移
旧コムーネの人口推移は以下のとおり。2009年末時点のコムーネ人口は1074人であった。

### 居住地区別人口
旧コムーネについて、国立統計研究所（ISTAT）は居住地区（Località abitata）別の人口として以下を掲げている。統計は2001年時点。
| 地区名            | 標高     | 人口 | 備考                                                  |
| ----------------- | -------- | ---- | ----------------------------------------------------- |
| TIARNO DI SOPRA   | 704/1976 | 976  |                                                       |
| TIARNO DI SOPRA * | 744      | 914  | ティアルノ・ディ・ソットの Tiarno di Sotto 集落と連担 |
| Tremalzo          | 1580     | 10   |                                                       |
| Case Sparse       | -        | 52   |                                                       |

ISTATは人口統計上、家屋密度の高い centro abitato （居住の中心地区）、密度の低い nucleo abitato （居住の核となる地区）、まとまった居住地区を形成していない case sparse （散在家屋）の区分を用いている。上の表で地名がすべて大文字で示されているものが centro abitato である。「*」印が付されているのは、コムーネの役場・役所 la casa comunale の置かれている地区である。